# ソープランド
ソープランド（和製英語：soap land）は、浴室で女性従業員が男性客に対し性的なサービスを行う性風俗店である。略称「ソープ」、別名「特殊浴場」（とくしゅよくじょう）、「個室（高級）サウナ」（こしつ（こうきゅう）サウナ）。日本で発達した営業形態であるが、やや形を変えた同様の業態が韓国や中国でもみられる。エイズなどの性感染症の流行や、不景気、若年層の風俗離れもあり、店舗数が減少している。

## 歴史
ソープランドは、後述するように1980年代になってからの名称で、それ以前は「トルコ風呂」（しばしば略して「トルコ」）と呼ばれていた。
古くは、1932年（昭和7年）に発表された横光利一の小説『上海』に「トルコ風呂」についての記述がある。女性がマッサージをする蒸し風呂が当時の上海にあり、日本でも知られていた。もともと中東地域の伝統的な公衆浴場（ハマム）は蒸し風呂（スチーム・サウナ）で、中では垢すりのサービスが行われていたので、これが20世紀初頭まで中東随一の大国であったトルコの名前で日本に紹介されたものとみられる。
女性がマッサージを行う個室浴場の店舗としての「トルコ風呂」が日本で初めて誕生したのは、1951年（昭和26年）4月1日に東京都中央区東銀座に開店した東京温泉である。経営者は現代史の怪人とも呼ばれる許斐氏利で、射撃の日本代表選手として海外渡航した際にスチーム・サウナに感動し、日本初の「トルコ風呂」を開業したという。サウナ施設がメインで、女性（ミストルコ）がマッサージサービスを行うもので、女性は着衣のまま性的なサービスも厳禁、その後も同店はこの姿勢を崩さなかった。
なお、これ以前に性的サービスを行う「トルコ風呂」が存在していた旨を松沢呉一が述べているが、確認できるものはない。

### 性風俗の過激化
トルコ風呂は、個室内で裸の男性に対して女性がマッサージを行うことから、東京温泉以外では、性的サービスを行う店舗が増えていった。
広岡敬一の『ちろりん村顛末記』『戦後性風俗大系』によれば、ソープランド／トルコ風呂の歴史概略は以下のようである。
- 1953年（昭和28年）：都内20店・全国70店に拡大。 手を使って男性器をマッサージし、快楽に導く「スペシャルサービス」（おスペ）が売り物になりミス・トルコの呼び名も広がっていく[注 2]。
- 1958年（昭和33年）：売春防止法施行。 赤線廃止に伴い赤線女性のトルコ風呂流入。 同年は、都内33店・全国で100店を超える。
- 1960年（昭和35年）：さらに全国的に店舗が増加。都内67店・全国167店。 ただし近畿地方では、旧赤線を引継いだちょんの間が残っていたため、増加傾向やサービスの過激化は、関東地方が主流となる。
- 1963年（昭和38年）：赤線廃止後、本番サービスが中心となっていたが、東京オリンピックを控えて、東京浄化運動による取締りが強化され、おスペサービスが限界となったという[3]。
- 1966年（昭和41年）：トルコ風呂が風俗営業法の適用を受ける。また、この年初めて正確な調査が行われた。全国706店（東京都208店・神奈川県54店・千葉県28店・北海道25店・福島県7店・岐阜県30店・福岡県18店）という結果であった。
- 1969年（昭和44年）：川崎市堀之内に開店した川崎城に勤めていた濱田を名乗る女性が「泡踊り」と呼ばれるサービスを考案。
- 1970年（昭和45年）：週刊大衆・アサヒ芸能・週刊現代の順に、トルコ風呂に関する記事が大きく展開されていく。

### 改名問題
「トルコ風呂」が性風俗店の名称として大衆化されるとともに、主に日本に在住・滞在するトルコ共和国出身者の間で、日本の性風俗店に自国の名称が使われていることに対する反発がつのっていた。また、東京都新宿区には「大使館」という性風俗店があり、そこが日本電信電話公社の50音別電話帳に「トルコ大使館」と掲載されていたため、渋谷区に駐在している本物の駐日トルコ共和国大使館が抗議したこともある。1984年（昭和59年）、トルコ人留学生ヌスレット・サンジャクリが厚生省に名称変更を訴え出たことが発端となり、この問題は広く公になった。そこで、「東京都特殊浴場協会」が「トルコ風呂」に代わる名称を公募して、1984年（昭和59年）12月19日、「ソープランド」と改称した（「トルコ風呂」名称問題も参照）。なお、当時サンジャクリが名称問題で相談していたのは小池百合子で、そのことを1985年（昭和60年）4月11日付けの毎日新聞夕刊で認めている。

## 法律上の位置づけ
ソープランドは風俗営業等の規制及び業務の適正化等に関する法律（風適法）に定める店舗型性風俗特殊営業である。風適法第2条第6項1号では「浴場業（公衆浴場法 （昭和二十三年法律第百三十九号）第1条第1項に規定する公衆浴場を業として経営することをいう）の施設として個室を設け、当該個室において異性の客に接触する役務を提供する営業」と定義されており、公衆浴場としての条件も満たす必要がある。
そのため保健所の検査が行われる。性風俗営業の為、18歳未満は客・従業員ともに立ち入り禁止である（風適法第18条）。2018年（平成30年）の北海道胆振東部地震に際して、被災者向けに個室の風呂のみ提供した札幌市中央区のソープランドがあった。これは公衆浴場としての条件を満たしているため、こうした営業が可能であった。
かつては「個室付き特殊浴場」（こしつつきとくしゅよくじょう）と呼ばれた。特殊とは特別なサービスを行うという意味ではなく、かつての公衆浴場法において、銭湯など=普通浴場に対して「サウナ=特殊浴場」と規定されていた。「トルコ風呂」は個室サウナという位置づけで、個室には必ずサウナ施設が付けられていた。現在は公衆浴場法が改正され、特殊浴場という規定はなくなっている（法律での明文は無くなったが、物価統制令の適用を受けない「その他の公衆浴場」の一種という扱いをされている）。
また、建築基準法では風適法第2条第6項1号に定める営業を「個室付浴場業」「個室付浴場業に係る公衆浴場」と定義し、商業地域以外での建築を禁止している。

### 売春防止法
売春防止法では単純売春に対する罰則はなく、客とソープ嬢が金銭を介して性交渉を行っても摘発することはできない。しかし、経営者側が客や女性に売春のための場所を提供することは、売春防止法でいう「場所提供」にあたり、また女性の勤務を管理することは「管理売春」にあたるため違法である。
ソープランドでは、個室浴場の中で異性に接触する役務（混浴）を提供しているに過ぎず、性交のための「場所提供」は行っていないという“建前”に基づいているため、風俗営業法の下で合法化されている。しかし少なくとも性交が行われていれば「場所提供」として違法となり、「従業員と客が自由恋愛のすえに性交に至ったにすぎない」という店側の弁解も、「情を知って場所を提供」の解釈について「（経営者側の）確定的認識は必要ない」と1986年（昭和61年）の最高裁判所の判例で判示し否定している。 
また店舗経営者は管理売春としての摘発を逃れるため、ソープ嬢を自由出勤制とし、個人事業主として扱っている。実際、女性の自由意志で外出ができない状況が常態化していることが物証や証言により確認できた場合に、勤務中（つまり管理売春）とみなされるという過去の判例が複数存在する。ローションや避妊具の管理を女性の裁量に任せたり、入浴料とサービス料を別としたりしているのも同様の理由である（近年は格安店を中心に入浴料とサービス料を合わせた「総額表示」としている店舗も増えている）。
なお、売春防止法第3条に、単純売春に対する罰則規定が存在しない背景については、法案審議中の国会の議事録によると、次の通りである。
- 「立証が極度に困難であり、かつ、徹底的な証拠立てをしようとすれば、人権蹂躙の非難さえ生じ得る」こと。
- 勧誘（第5条）や売春を助長する行為（第6条 - 策15条）を処罰することで、法律の目的を達しようとするものであること。

## 現況
一部地域を除き新規出店が条例で禁止されているため、店舗数は減少に向かう方向にあり、2004年（平成16年）末時点で1,304店舗にまで落ち込んでいる。これは1985年（昭和60年）に強化された行政の締め付け、エイズの流行、失われた20年、性風俗の多様化、若年層の風俗離れなどが考えられている。18-19歳の女性の雇用に関して法令上の禁止条項はないが、一部地域を除き、雇用されていない（警察の指導による業界団体の自主規制と考えられる）。
所轄警察署が就労する女性の身分証明書（就労者が日本国籍保持者で、尚且つ就労可能年齢ある事の証明）の提示や、従業員名簿を提出することを指導しており、保健所の立ち入り検査による店舗内の衛生状況の検査や指導も行われている。新規出店が規制されているソープランドは、息の長い高収益営業を目指しており、特に所轄保健所の指導による性感染症の検査・予防も積極的に行っている。
韓国では、「按摩施術所」と言う名称で、日本と同様店舗型で営業している。韓国でもソープランドに「터키탕(トルコ風呂、トッキータン)」の名称が使用されていたが、1997年（平成9年）、日本と同じようにトルコ政府から異議の申し立てを受け、公衆衛生法施行令を改正し터키탕（トルコ風呂）の呼称を公式に증기탕（蒸気風呂）に変更するも、現在「按摩施術所」や「按摩房」（房（バン、韓国語:방）とは店舗を指す）などの名称が一般的に使われている。
なお、「按摩」を冠した名称で営業している施設であっても、性的なサービスを提供していない、単なるマッサージ業が多い（「男女共用」「退廃禁止」など、店の看板に記載している場合も多い）。
中国でも売春は違法であるものの、洗浴中心（入浴センター）の個室において、類似のサービスを行うものが見られる。これは北京市、上海市など大都市に限らず、地方都市にも存在している。広東省を始めとする華南では、桑拿（Sāng ná サウナの当て字）の名称でまさにソープランドのようなサービスを行っている施設もある。

## 立地

### 日本
日本国内にはソープランドが集中している区域、いわゆるソープ街がいくつか見られる。この中にはかつて公認の売春地域、いわゆる赤線地域、または遊廓に由来するものがあるが、かつての赤線経営者がそのまま営業を続けているとは限らない。温泉街として知られる地域にもソープランド街があるが、イメージ低下を避けるため、雄琴温泉や道後温泉のように本来の温泉街と隔離されたり、山中温泉のように性風俗産業の取り締まり強化により衰退している場合が多い。
風適法では「1号営業」と定められており、他の性風俗店と比較して規制が非常に厳しい。1985年（昭和60年）以降は、改正風俗営業法とそれを受けた地方公共団体の条例により、新規出店は出来ないが、改修は可能であるので、新規参入の場合は元々あった店舗を借り、それを改修する。この際、全面改修は新築とみなされるので、内装工事と外装工事は分けて行われる。

#### ソープランド街
代表的なソープランド街を示す。ただし、ほとんどの地域ではソープランド街そのものの地名となっておらず、町の一角にソープランドが集中している。またこの他にも、兵庫県尼崎市や姫路市のように、ソープランドが孤立して存在する所もある（2023年現在、島根県の玉造温泉と岩手県盛岡市は、それぞれ一軒のみ営業している）。
| 地域名         | 所在地                         | 旧名       | 届出店舗数 | 補足 |
| -------------- | ------------------------------ | ---------- | ---------- | --- |
| すすきの       | 北海道札幌市中央区薄野         | 薄野遊郭   |            | 北海道最大の歓楽街で、他の地区と異なり、店舗所在地にまとまりがなく点在している。                                                      |
| 川反           | 秋田県秋田市大町               |            |            | 大町6丁目のみ |
| 国分町・一番町 | 宮城県仙台市青葉区             |            |            | 東北地方最大の歓楽街である。 |
| 小名浜         | 福島県いわき市小名浜上町・中坪 |            |            | |
| 天王町         | 茨城県水戸市                   |            |            | |
| 桜町           | 茨城県土浦市桜町               |            |            | 二丁目のみ。土浦駅西口や土浦市役所から近い。                                                                                          |
| 江野町         | 栃木県宇都宮市                 |            |            | 東武宇都宮駅の近く。 |
| 大宮北銀座     | 埼玉県さいたま市大宮区宮町     |            | 21店       | 宮町四丁目の通称。大栄橋の近く。東には大宮競輪場がある。                                                                              |
| 西川口         | 埼玉県川口市西川口             |            | 17店       | 二丁目のみ。西川口駅西口の近く。東口には川口オートレース場がある。                                                                    |
| 吉原           | 東京都台東区千束               | 吉原遊廓   | 約160店    | 旧赤線地帯。約160店が出店しており、日本一のソープランド街である。                                                                     |
| 池袋           | 東京都豊島区西池袋             |            | 15店       | 池袋駅西口（北）（旧・北口）の西池袋1丁目に集中。                                                                                     |
| 歌舞伎町       | 東京都新宿区歌舞伎町           | 内藤新宿   | 9店        | 一丁目に密集している。 |
| 栄町           | 千葉県千葉市中央区栄町         |            | 42店       | 千葉駅からやや離れたエリアに集中。 |
| 堀之内         | 神奈川県川崎市川崎区堀之内     |            | 24店       | 旧青線地帯。川崎競馬場の近く。 |
| 南町           | 神奈川県川崎市川崎区南町       |            | 20店       | 旧赤線地帯。 |
| 福富町         | 神奈川県横浜市中区             |            | 20店       | |
| 古町           | 新潟県新潟市中央区             | 新潟遊郭   | 8店        | 昭和新道のみ。 |
| 片山津温泉     | 石川県加賀市片山津温泉         |            | 5店        | |
| 山中温泉       | 石川県加賀市山中温泉本町       |            | 2店        | |
| 裏春日         | 山梨県甲府市中央               |            | 8店        | 甲府駅南口にある歓楽街の通称。春桜会通りのみ。                                                                                        |
| 大門           | 愛知県名古屋市中村区           | 中村遊廓   |            | |
| 金津園         | 岐阜県岐阜市加納水野町         | 加納宿     | 31店       | 旧赤線地帯。岐阜駅南口からやや離れており、中部地方最大のソープランド街である。                                                        |
| 四日市・津     | 三重県四日市市および津市       |            |            | 旧赤線地帯。 |
| 雄琴           | 滋賀県大津市苗鹿               |            | 26店       | 苗鹿三丁目のみ。1970年代になって、雄琴温泉そばの民家さえ無い国道161号沿いの田んぼの中に出来たため、他のソープランド街とは異質である。 |
| ぶらくり丁     | 和歌山県和歌山市新雑賀町       |            | 8店        | |
| 福原           | 兵庫県神戸市兵庫区福原         | 福原遊廓   | 61店       | 旧赤線地帯。 |
| 皆生温泉       | 鳥取県米子市皆生温泉           |            | 8店        | 三丁目のみ。皆生温泉特殊浴場組合の申し合わせにより、風俗情報ポータルサイトに掲載が無い。                                              |
| 薬研堀・弥生町 | 広島県広島市中区               |            |            | |
| 竹崎町         | 山口県下関市竹崎町             |            |            | 三丁目の歓楽街・まるは通りのみ。 |
| 八重垣新地     | 香川県高松市城東町二丁目       | 八重垣遊郭 |            | 旧赤線地帯。四国地方最大の風俗街で、海に突き出した場所にある。                                                                        |
| 秋田町         | 徳島県徳島市栄町               |            |            | |
| 道後温泉       | 愛媛県松山市道後多幸町         |            |            | 道後多幸町のみ。 |
| 堺町           | 高知県高知市堺町               |            | 4店        | ちょんの間（ビジネス旅館）が近接。 |
| 南新地         | 福岡県福岡市博多区中洲         |            |            | 中洲一丁目の通称。 |
| 船頭町         | 福岡県北九州市小倉北区船頭町   |            |            | 小倉駅小倉城口の近く。 |
| 武雄温泉       | 佐賀県武雄市武雄町             |            |            | |
| 嬉野温泉       | 佐賀県嬉野市嬉野町             |            |            | |
| 下通           | 熊本県熊本市中央区中央街       |            | 22店       | 中央街のみ。 |
| 元町           | 大分県別府市                   |            |            | |
| 上野町・橘通西 | 宮崎県宮崎市                   |            |            | 橋通西は二丁目・三丁目のみ。 |
| 甲突町         | 鹿児島県鹿児島市甲突町         | 沖之村遊郭 |            | 8番街区のみ。 |
| 辻             | 沖縄県那覇市辻                 |            |            | |

#### 条例で定める日本国内のソープランド営業禁止地域
各都道府県で定める「風俗営業等の規制及び業務の適正化等に関する法律施行条例」により、ソープランド（風俗営業等の規制及び業務の適正化等に関する法律第2条第6項第1号に定める店舗型性風俗特殊営業）は、以下の地域で営業を禁止されている（2009年（平成21年）現在）。
ただし、同法第28条3項にあるように、下記地域での営業禁止は、条例の施行または適用の際現に届出書を提出して店舗型性風俗特殊営業を営んでいる者の当該店舗型性風俗特殊営業については、適用しない。
都道府県内で禁止されているが、記述する地域で許可されているところ
茨城県
水戸市天王町・泉町三丁目の一部、土浦市桜町2丁目の一部以外と、日立市、古河市、石岡市、結城市、竜ケ崎市、下妻市、常総市、常陸太田市、高萩市、北茨城市、笠間市、取手市、牛久市、つくば市、ひたちなか市、鹿嶋市、潮来市、守谷市、常陸大宮市、那珂市、筑西市、坂東市、稲敷市、かすみがうら市、桜川市、神栖市、行方市、鉾田市、つくばみらい市、小美玉市、東茨城郡、那珂郡、久慈郡、稲敷郡、結城郡、猿島郡、北相馬郡以外の地域
栃木県
宇都宮市江野町・池上町の一部と、足利市、小山市、栃木市、佐野市、鹿沼市、真岡市、大田原市、日光市、矢板市、那須塩原市、さくら市、那須烏山市、下野市、河内郡、上都賀郡、芳賀郡、下都賀郡、塩谷郡、那須郡以外の地域
群馬県
沼田市利根町根利字トザワ区域と、前橋市、高崎市、桐生市、伊勢崎市、太田市、館林市、渋川市、藤岡市、富岡市、安中市、みどり市、北群馬郡、多野郡、甘楽郡、吾妻郡、利根郡、佐波郡、邑楽郡以外の地域
埼玉県
さいたま市大宮区宮町、川口市西川口の一部
千葉県
千葉市中央区栄町の一部と、銚子市、市川市、船橋市、館山市、木更津市、松戸市、野田市、茂原市、成田市、佐倉市、東金市、旭市、習志野市、柏市、勝浦市、市原市、流山市、八千代市、我孫子市、鴨川市、鎌ケ谷市、君津市、富津市、浦安市、四街道市、袖ケ浦市、八街市、印西市、白井市、富里市、南房総市、匝瑳市、香取市、山武市、いすみ市、印旛郡、香取郡、山武郡、長生郡、夷隅郡、安房郡以外の地域
東京都
台東区千束4丁目16番 - 32番、41番 - 48番までの地域
富山県
南砺市の国道156号の両側の路端 - 700m以外の利賀村北原・長崎・大牧・下原・栃原・新山区域と、富山市、高岡市、魚津市、氷見市、滑川市、黒部市、砺波市、小矢部市、射水市、中新川郡、下新川郡以外の地域
石川県
金沢市、小松市、七尾市、加賀市、羽咋市、輪島市、珠洲市、かほく市、白山市、能美市、能美郡、石川郡、河北郡、羽咋郡、鹿島郡、鳳珠郡以外の地域
福井県※2023年12月時点で福井市内に2店が営業している
福井市、敦賀市、小浜市、大野市、勝山市、鯖江市、あわら市、越前市、坂井市、吉田郡、今立郡、南条郡、丹生郡、三方郡、大飯郡、三方上中郡以外の地域
長野県
長野市大字鶴賀字腰巻・松本市大手2丁目の一部と、上田市、岡谷市、飯田市、諏訪市、須坂市、小諸市、伊那市、駒ケ根市、中野市、大町市、飯山市、茅野市、塩尻市、佐久市、千曲市、東御市、安曇野市、南佐久郡、北佐久郡、小県郡、諏訪郡、上伊那郡、下伊那郡、木曽郡、東筑摩郡、北安曇郡、埴科郡、上高井郡、下高井郡、上水内郡、下水内郡以外の地域
静岡県
熱海市渚町と、下田市、伊豆市、伊豆の国市、伊東市、三島市、沼津市、裾野市、御殿場市、富士市、富士宮市、静岡市、焼津市、藤枝市、島田市、牧之原市、御前崎市、菊川市、掛川市、袋井市、磐田市、浜松市、湖西市、賀茂郡、田方郡、駿東郡、榛原郡、周智郡以外の地域
三重県
桑名市・いなべ市・四日市市のうち諏訪栄町8番・9番・12番・13番の街区、西新地4番・5番・6番の街区以外、津市大門街区の一部と、亀山市、鈴鹿市、松阪市、伊勢市、鳥羽市、志摩市、尾鷲市、熊野市、伊賀市、名張市、三重県内各郡以外の地域
和歌山県
和歌山市、海南市、橋本市、有田市、御坊市、田辺市、新宮市、紀の川市、岩出市、海草郡、伊都郡、有田郡、日高郡、西牟婁郡、東牟婁郡以外の地域
鳥取県
1. 米子市皆生温泉3丁目の区域のうち、市道皆生温泉20号線、市道皆生温泉13号線、市道皆生温泉11号線、市道皆生温泉14号線によって囲まれた区域
2. 東伯郡三朝町大字三朝の区域のうち、県道鳥取鹿野倉吉線、町道堂小路線、町道三朝砂原線、町道川岸線及び三徳川左岸によって囲まれた区域

島根県
島根県の区域のうち、松江市玉湯町玉造323番地の先、勾玉橋右岸側の下流端を中心として半径30m以内の区域
岡山県
岡山市、倉敷市、津山市、玉野市、笠岡市、井原市、総社市、高梁市、新見市、備前市、瀬戸内市、赤磐市、真庭市、美作市、浅口市、和気郡、都窪郡、浅口郡、小田郡、真庭郡、苫田郡、勝田郡、英田郡、久米郡、加賀郡以外の地域（営業許可されている場所はなく、県内全域が営業禁止になっている）
広島県
広島市中区薬研堀一番街区、四番街区、五番街区、八番街区と弥生町三番街区、六番街区
山口県
下関市竹崎町2丁目、3丁目、4丁目の山口県公安委員会規則で定めるもの
徳島県
徳島市栄町1丁目、鷹匠町1丁目、秋田町
香川県
高松市城東町二丁目の市道東浜4号線・14号線・6号線・高松港線により囲まれた区域と、琴平町の町道北富士見町線・南新町線・栄町東裏通2号線、琴平町字川東250番6地先～琴平町字川東246番2地先までの町有地である道路、町道大宮新地川筋線により囲まれた区域
愛媛県
松山市道後多幸町のうち、県道六軒家石手線の各一側について幅20m以内の区域
高知県
高知市堺町（1番街区から9番街区までを除く）と与力町1番、8番、9番街区
福岡県
北九州市小倉北区船頭町3番と福岡市博多区中洲1丁目・2丁目
佐賀県
武雄市、嬉野市の一部
熊本県
熊本市中央区中央街の4番・6番・8番・10番・11番
大分県
大分市、別府市元町・楠町の大分県公安委員会規則で定める道路の側端から10m以内の区域と、中津市、日田市、佐伯市、臼杵市、津久見市、竹田市、豊後高田市、杵築市、宇佐市、豊後大野市、由布市、国東市、東国東郡、速見郡、玖珠郡以外の地域
宮崎県
宮崎市橘通西2丁目・3丁目、上野町と中央通の一部
鹿児島県
鹿児島市甲突町8番区域
沖縄県
那覇市辻2丁目10番 - 22番、24番・25番を除く区域と、名護市、うるま市、沖縄市、宜野湾市、浦添市、豊見城市、南城市、糸満市、宮古島市、石垣市、国頭郡、中頭郡、島尻郡、宮古郡、八重山郡以外の地域

## 一般的な個室内の様子
ソファーや鏡台などが置いてあるスペースにベッド（マッサージ台）が置いてある。そのとなりに洗い場と浴槽があり、マットが置いてあることが多い。スペースの関係でマットを壁に立てかけて置いてある場合も多い。かつては、「個室付き特殊浴場」であったため、必ずサウナ設備（ボックス）が置いてあった。また、都道府県条例の規定により部屋を密閉できないよう、ドアに大きなのぞき窓（ガラスや柵など、遮断するようなものは付けていない）をつけたり、ドア自体がなくカーテンで仕切るところもある。

## 一般的なシステム
好みのソープ嬢がいる場合は指名することもできる。以前入って気にいったソープ嬢を指名する「本指名」と、ウェブサイトや雑誌の写真を見て指名する「ネット指名」「写真指名」「雑誌指名」がある。店舗に入ってから待機中のソープ嬢を指名したり店員に任せることは「フリー」と呼ばれる。
受付で入浴料（部屋の使用料という名目で、これが店の収入になる）を払うと、ホテルのロビーのような待合室に通される。本指名でない場合は、ここで出勤中のソープ嬢の写真をみて選ぶこともできる。少し待った後ソープ嬢と対面し、その女性が部屋に案内する。
部屋ではお互い服を脱ぎ、いわゆるスケベ椅子に座って全裸の女性に体を洗ってもらう（いす洗い）。風呂に入り、潜望鏡なるサービスなどを受け、その後泡踊りといわれるエアマット上のサービスを受ける（ボディ洗い）。その際性交を行う場合もある。休憩を挟んだ後、ベッドに移って性交を行う。
時間が来るとサービスは終了。ソープ嬢にサービス料を支払う。ただし、後述のランク別のサービスと料金にあるように、店のランクや店ごとのスタイルによって、行われる行為の内容・手順及び支払う料金は異なってくる。サービス料はソープ嬢の（性的な）サービスに対する対価で、入浴料のだいたい2 - 3倍であるが、これはソープ嬢と客の自由意思の範疇で行われているということになっている。希望者には部屋を出る前に、ソープ嬢から自分の出勤日などを記入した名刺を貰うことが出来る。

### その他
- もともとソープ嬢は、プロ意識・職人気質が強く、以前はサービス中にキスをしない者が多かった。これは「体を売っても、心までは売らない」[注 3]という意志を象徴していた。しかし、1980年代に恋人風サービスが始まると、それ以降はサービスの一環として当たり前に行われるようになった。
- 入浴料1万円、サービス料2万円の場合、俗にワンツーの店などと言うこともある[19]。サービス料金については、あくまで「男女間の合意に基づく」建前のため、店舗を紹介する雑誌やウェブサイトには、入浴料しか掲示しない場合もあり、総額を知りたい場合は、電話で問い合わせをする必要がある。また、サービス料を含めた全料金を、受付時に支払う総額制のソープランドも多く見られる。
- 「駅前ソープ」と呼ばれる店がある。ソープの集中する地域以外の駅前にある店で、「本番」行為はなくファッションヘルス同様な (遵法的で良心的な?) サービスを受けられる、総額料金1万円前後が多い。関西（特に、ソープランドの営業が全域で禁止の大阪府）では「ソープ（ランド）」の語を嫌い「マットヘルス」と呼ぶことが多く、近隣にソープランドがない（大阪市内から最寄りのソープランドは兵庫県尼崎市）為、料金も通常のソープランドの格安店並みである。

用語は下記の「ソープランドに関する語」を参照

## ランク別のサービスと料金
料金は店の格式によって多様で、サービス内容も異なる。吉原や堀之内などでは高級店・中級店・大衆店（格安店）に分類されるが、地方によっては高級店と大衆店に分けられる。値段の違いは、接客時間、女性の質、店舗の雰囲気のほか、仕事的な感じを与えないかどうかの違いがある。店舗によっては遊戯時間別に回数制限設けてる所もある。

### 高級店（上級店）
店内は、高級クラブを思わせる造りと雰囲気で、ソープ嬢も美貌・容姿・技術、高度な接遇を兼ね備えている。ベテランが多く在籍し、アワ踊り、潜望鏡やその他個々のソープ嬢の持っている技術で、ソープランドの技を堪能させてくれるタイプの店や、ベテランと若い女性を両方用意している店もある。
ただし店の方針によっては、言葉遣い・接遇・話術にも一定の水準が求められるため、若い女性だとなかなか勤まらない場合も多く、必ずしも若い女性ばかりとは限らない。
接客時間も120分以上と長く、料金は地域によって差があるが、吉原や堀之内では概ね総額60,000円以上で、中級店がない地方では3万円以上が高級店と分類されている（2003年頃）。吉原で総額80,000円以上は「超高級店」になる。
高級店は建物が広めであり、待合室の入り口と待合室から個室へ向かうために出る場所は異なり、他の客との鉢合わせを避けている。高級店の特徴は、対面後すぐに身体の接触が始まり、入室後は時間を置かずに女性が男性の洋服を脱がせ、フェラチオを行う、いわゆる即尺・即ベッド（即即）サービスが売り物になっていることが多い。店のスタイルまたはソープ嬢の接客スタイルとして、どの程度まで身体接触を行うかの差はあるが、個室に入室する前に身体接触を行うこともある。さらに、一通りサービスが終わった人は、待合室とは別の部屋、いわゆる上がり部屋に通されることになる。
一部の高級店にはNS嬢というソープ嬢が存在し、コンドームをせずにプレイをすることができる。NS嬢とは「ノースキン」に由来する。

### 中級店
接客時間は90分前後であり、料金は吉原や堀之内の場合総額30,000 - 50,000円（2003年頃）。ソープ嬢の質は中程度。接客開始場所は個室の中で始まることがほとんどである。中級店クラスだと即尺・即ベッド（即即）サービスは行っていないことが多く、このため、入室後に身体の接触が始まる時間も高級店ほど早くないことが多い。コンドームの使用を義務付ける店が多く、本番は2回可能なことが多い。
先述の「ワンツーの店」は、かつて高級店の代名詞だったが、1990年代頃から高級店が増加したため、現在では大衆店の代名詞となっている。中には中級店であっても、コンドームの使用をソープ嬢の自由にすることで、事実上コンドームを使用しないで接客できるソープ嬢が在籍しているのを、ひとつの売りにしている店舗もある。

### 大衆店（格安店）
接客時間は45 - 60分程度と短い。総額は吉原・川崎で20,000円前後、中級店の分類がない地方では3万円以下、1万円台の店舗である（2003年頃）。
平成不況により、高級店では本指名数が稼げなくなったソープ嬢が、薄利多売で大衆店に移籍する現象もみられる。また、大衆店や格安店であっても、他店との差をつけるために、接客時間を長めに設定している店もある。

## ソープ嬢
ソープランドで接客を行う女性をソープ嬢、コンパニオンや泡姫・姫という（かつてはトルコ嬢と呼んだ）。
1回の接客におけるソープ嬢の収入は、総額の料金が3万円以下の格安店では2万円以下、総額で5万円以下の大衆店では3万円以下、総額が7万円から10万円程度の高級店では4万5千円から6万円程度である。
ソープ嬢は個人事業主の扱いであり、自分の割り当てられた個室の管理をある程度任されており、一般に店内でのリネン・ローション・ドリンク類・コンドーム・タバコなどは本人負担である。本人負担といっても、これらは店を通して購入等がされるため、嬢が支払った経費の一部は店の利益になる。このことが、入浴料無料サービスを行っても経営が成り立つ裏付けとなっている。男性客同様に嬢自身も入浴料を支払わなければならない一方、ノルマ達成や報奨金のために、嬢自身がサービス料を無料にして常連客や知人を呼び込む場合がある。これらは報奨金が大きい高級店とノルマが厳しい格安店に見られる傾向である。
喫煙率(電子タバコ・葉巻含む)はAV女優の7割よりは低いものの、地域にもよるが、吉原で25%、川崎・横浜で33%、千葉で40%前後と平均1/3と一般女性平均の8%よりも遥かに高く、一般男性の3割弱とほぼ同率である。但し、喫煙者は臭いがキツイので指名率が下がる傾向にある。入墨率も1割強。
頻繁に勤務店舗を変えるコンパニオンは「転々虫」と言う。サービスや接客態度などが悪いとされている。
数日間だけの勤務は「出稼ぎ」と言う。

## 一般従業員
ソープランドを裏方で働く従業員として、店長、マネージャー、案内係、HP更新などのエンジニア等がいる。マネージャーは、従業員の勤務状況を管理する。乗用車での客の送迎、掃除やリネンなど消耗品の準備、雑用を行う。また地域によっては、店舗前での呼び込みも行う（街に出ての客引きは、風営法で禁止）。男性従業員がソープ嬢と恋愛することは「ご法度」とされている。

## 保健所
公衆浴場の検査として、定期的に保健所が査察に入る。地方公共団体の条例や各保健所の指導方針で、地域によって異なるが、保健所の検査項目は、水質、個室内照明の照度、個室内の施設や衛生状態、遮蔽などの違反の有無がある。
従業員の性病・薬物検査に関しては、保健所が指導しているとの誤解が生じているが、実際保健所の観点では個室内の性的サービスは行っていないという建前であるので、条例で定められている地域を除き、店舗を通しての性感染症検査・管理は行っていない。あくまでも、公衆浴場としての営業をする上での管理を中心に行っている。

## ソープランドの業界用語

### 基本用語
ソープ嬢
ソープランドで男性に性的サービスをする女性従業員のこと。泡姫とも呼ばれる。公には一般的な女性接客係を意味するコンパニオンと呼ぶ。
ボーイ
店内の男性一般従業員を指す。水商売では黒服と呼ばれる。主に来店前後の接客応対や、部屋の片付けの手伝い、注文への応対、送迎車の運転などをする。まれに案内役や電話受付などでコンパニオンではない女性従業員を採用している店も存在する。店によって異なるが、入店年数や経験で昇格して肩書きが変わる。肩書きなし→主任→マネージャー→店長/支配人/部長など。
新入りのボーイは、送迎車の運転や閉店後の掃除、備品補充などのコンパニオンと関わらない仕事から与えられ、徐々に入口の立番や個室のセットの手伝いや注文対応を任されるようになる。
フロント
どの店にも大なり小なり必ずフロントが存在する。ほとんどの店では、フロント担当には馴染み客を覚えている経験年数がある者しか座らせない。フロント担当は電話応対、予約管理、付け回し、会計、個室からのオーダー電話やチケットとリストの管理、コンパニオンの雑費の精算等をこなす。来店時にフロントに立ち寄らせて入浴料の会計をする店もあれば、いったん待合室に案内されてからボーイが待合室で入浴料の会計をする店とがある。
リスト
出勤・接客管理や予約を管理する紙、または付け回し担当を指す。
チケット
チケットとは、お客の名前や会員番号と指名種別、割引有無やコースや上がり時間を書いてあり、コンパニオンが利用する紙を指す。1回の接客で1枚の店と、1日で1枚の店があるが、チケットを使わない店もある。1日1枚で使用しているチケットは1回毎にフロントに戻し、1回1枚のチケットは精算時にフロントに返す。
インターホン（インター、コールとも呼ぶ）
フロントと個室や控え室を結ぶ直通電話。仕事のお知らせ、接客終了の連絡、個室からのオーダー注文、トイレなども含め他の客やコンパニオンとバッティングしないように個室の出入り許可をフロントに得る等で利用する。また、個室内でトラブルがあった際もまずインターでフロントに連絡する。入浴時間がオーバーした際はフロントからインターホンを鳴らされる。
時計合わせ
個室とフロントの時刻を一致させるため、ほとんどの店では営業開始時や、コンパニオン入れ替え時にインターホンでフロントに問合せて時計あわせを行う（繁盛店は案内が重複しやすく時間ロスが発生しやすいため）。コンパニオンによっては次の予約客の案内時間が押さないように、自主的に数分進めたりする場合もある。フロントの時計が必ずしも時報の時刻と一致しているとは限らないので、個室の時計もこれに準じることになる。
部屋持ち
指名の多いコンパニオンに専用の固定の部屋を割り当てること。高級店の場合、月収も数百万円を超える場合もあり、当然指名も取りにくい。大衆・格安店でも部屋持ちのソープ嬢を置く場合もある。コンパニオンの嗜好で、部屋内の備品常設や飾り付けが許される。
上がる
女性がソープ業界から離れること。一度やめても戻ってくる（「下がる」）女性が多いといわれる。
また、お客の入浴時間が終わることも「上がり」と呼ぶので、入浴後に男性従業員が最初にかける言葉は「お上がりなさいませ」となる。
飛ぶ
コンパニオンや男性従業員が無断で店を辞めること。大概は店の雰囲気についていけない者が多く取る行動だが、中にはソープ嬢や従業員からのいじめ、パワーハラスメントやモラルハラスメントによって、これを選ぶ者も少なからずいる。ひどい場合には店主導で成績の悪い、または嫌われたコンパニオンや従業員へ給与を払わなくてすむように無断退店に追い込む例もあり、その場合は「飛ばし」と呼ぶ。ソープランドに限らず、性風俗や水商売全体で浸透している用語だが、場合によっては一般企業でも用いられる。
お茶をひく
女性に客がなかなかつかずに時間を持て余している状態。江戸時代の吉原では、客のいない暇な時間に実際にお茶を挽いていた。
現代では、客が付かずに勤務時間が終わることを指す。
口開け
その日の最初にソープ嬢に付いたお客さん。
ラスト
主に店全体での最終受付時間を指す。店毎の入浴時間によってラスト案内の時間が異なる。地域によって24時の閉店と客出しを徹底している地域と、地域によって24時過ぎまで受付をしている店があり、24時以降の表記を曖昧にするためにラストと表記する店もある。
日の出
風営法により深夜営業が出来ないため、日の出営業する店も多い。毎日違う日の出の時間を厳密に守る店もあれば、通年午前5時や午前6時を暫定の日の出として開店する店もあった。地域によっては夏至は日の出が午前4時過ぎで、冬至の日の出は午前7時過ぎになる関係もあり、それにかかる曖昧な時間として表記上だけは日の出と表記してたが、2016年（平成28年）の改正風営法の施行により、春夏秋冬や場所に関係なく午前6時以降となった。
入会金
入会金には2つの形態があり、一つは会員権のように、優先予約権や割引価格で利用出来る権利がある任意会員の入会金で、入会しなくても入店は可能。もう一つは初回来店者に必ず課している入会金とがある。金津園では前者のシステムを採用しているタイプの店が多い。
会員制
スナックの扉に貼ってある会員制と同じ意味で、店のイメージを良くしたいという願望から表記されていることが多く、多くは広告を出したり一見客歓迎している店なので意味がない場合がほとんどであるが、熊本にある老舗店など、会員の紹介がないと入浴出来ない一見客お断りの店もごくわずか存在する。
通常、入会金がない会員制の店では、一度でも入っていれば会員扱いとなり、非会員客と区別する何らかの待遇サービスや、同じ会員制度でも来店頻度がより多い常連客を対象にVIP会員制度を設け、特別な割引やより多くの情報提供サービスを行っている店も存在する。
インターネット上のみの会員制度を設け、店に来たことがない客にもメールアドレスなどの登録だけで会員用ページの閲覧サービスを提供している店も存在する。実来店の会員とネット会員2つの制度がある店では、同じ会員でも別の扱いで、予約可能時間等待遇に差がある場合が多い。
入浴料
入店時にフロントなどで男性従業員に支払う、風呂に入るための料金。必ず別途サービス料が請求される。
サービス料
入浴料とは別に個室でコンパニオンに直接支払う料金。しかし、コンパニオンから店へ雑費やフリー紹介料など、何らかの形で店側に支払うシステムになっており、サービス料が全額コンパニオンの収入になるわけではない。入浴料の支払い時に一緒にサービス料を支払う店も存在する。
総額
ソープランドでの客が払う総額の料金、入浴料とサービス料と指名料がその内訳。入浴料や指名料が無料や割引になっている場合や、時間帯ごとに変わる店もある。入浴料に別途消費税が発生する店もあるので、事前に電話などでの問い合わせをすることが望ましい。
入浴料無料
来店客を増やすために店が行うシステムの一つ。入浴料は無料でもコンパニオンへのサービス料は必ず発生する。早朝や早い時間帯に行っているケースもあるが、終日入浴料無料をうたっている店も存在する。入浴料に相当する金額をコンパニオンへのサービス料からの負担で賄われるので、サービス料が全額コンパニオンの報酬となるわけではない。
割引
割引を設定している店では、割引分を店が負担している場合と、コンパニオンが負担している場合とがある。
本指名
一度接客されたコンパニオンを再度指名すること。「裏を返す」や「リピート指名」とも言われる。同じ指名でも割引での入浴や、写真やパネルでの再指名は、本指名とはならない。全ての店舗は、コンパニオンへ本指名でのリピート来店顧客を増やすよう指導しており、本指名が多いコンパニオンは店からも優遇されるが、本指名が少ないコンパニオンは退店させられるので、コンパニオンは本指名を増やすために接客に励んでいる。本指名の場合は、店がコンパニオンへ報酬を上乗せしている。店内略語は本指（ほんし）。
店のシステムによっては、コンパニオンへの指名を本指名とする条件に、電話予約や以前入浴した際のコンパニオンの名刺の提示を求めるシステムの店も存在する。
フリー
本来、接客するコンパニオンを店にお任せする意味であったが、競争の激化で、来店後の写真やパネルでの指名もフリーとなる店が大半になった。店が客を紹介しているという建前で、コンパニオンへのサービス料から店に報酬を支払うシステムを採用している店も大半であり、総額が高くなる程、本指名とフリーでコンパニオンの報酬額の差が広がる。
フリーでも、来店時刻での予約は可能である。初来店の客は、一切指名が出来ないシステムの店舗も存在する。
写真フリー・店内パネル指名
店舗に来店してから店が準備してあるアルバムで、コンパニオンを指名すること。サービス競争の激化から、フリーでも写真で選べるようになった経緯上、他の風俗とは違い、客側からは店内で写真指名しても、指名とは言えずにフリー扱いとなる店がほとんどである。本指名やネット指名とは異なるので、コンパニオンの指名ポイントにもならず、報酬も上がらないシステムが一般的である。
一度接客したコンパニオンに、写真フリーやパネル指名で入浴する場合は、入浴するまでの間に店に一度接客経験がある旨を伝えないと、店舗がフリー同様となり、コンパニオンの指名獲得数とならず、本指名と比較して報酬も減るシステムの場合が多い。
パネマジ
パネルマジックの略語。写真やプロフィール記載と実際の容姿とが大きく異なること。あまりにも違う場合は個室に案内される前に拒否可能だが、店側が様々な理由（あるいは難癖）をつけて交代させない場合が多い。
ただしパネルマジック自体は、性風俗産業ではごく当たり前の集客手段であり、大手ではAdobe Photoshopの技能・技術を必須とし、写真加工の専門部署を置いている所もある。
その一方で、顧客の口コミや悪評を恐れ、または店舗がソープ嬢の容姿に絶対の自信がある場合は、親バレや友人バレを防ぐ目的で、目や口や顔のボカシを最低限入れるだけで、容姿の写真加工をしてないと顧客にアピールしたり、指名時にコンパニオンを顧客の前に並ばせる店舗があり、パネマジ対応が別れている。
吉原年齢
一種の年齢詐称。嗜好は人それぞれで、事情を知らず若い嬢と遊びたい場合は注意が必要。入店時に決めた年齢なので、実年齢と乖離がある。長期在籍者でも20代前半のままであるが、中には実年齢表記の店もある。熟女好みも実年齢を確認した方が良い。
インターネット指名・雑誌指名・P指名
インターネットや雑誌でのコンパニオン紹介を見て予約で指名すること。ほとんどのケースが初対面であるため、写真フリー同様にコンパニオンの指名ポイントとならず、本指名より報酬も減るシステムの場合もある。
アルバム
入浴後の客を対象に、他の在籍女性を紹介するアルバムを用意している店も存在する。雑誌やインターネット上では顔写真を出していないコンパニオンもアルバムでは顔を確認出来る写真を掲載していることがほとんどである。
指名ランキング
通常は本指名の数の多い順のランキングであるが、ロングコースでもショートコースでも同じ数（客数のみ）で計算したり、逆にポイント制を設けて120分コースでは3P、60分コースでは1P等、時間換算以上のポイント制を与えたりする計算の店や、本指名とネット指名数の総合でランキングを決めている店や、指名数ではなくネットのアクセスランキングを基に作成していたり、店によっては本指名率でのランキングの場合もあったりなど、店によって色々なカウント方法と順位付けシステムがある。
本指名数ランキング上位のコンパニオンでも、一部の顧客による貸し切り状態も考えられるため、純粋にリピート本指名顧客数の多いコンパニオンであるかはランキング上では分からない。
指名ノルマ
コンパニオン同士を競争させるために、指名ノルマを課す店も多い。目標をクリアするとボーナスがあったり手取りが上がる店や、逆にノルマ以下だと手取りが下げられる店と同じノルマといえども色々違う。
切り返し
コンパニオンと対面してから行う延長のこと。店によっては延長用の時間設定と料金が別途ある場合もある。フリーでも切り返しでダブル以上にした場合、2枠目以降はコンパニオンへの本指名となる。
手取り（バック）
雑費を引く前の段階のコンパニオンの取り分に当たる金額。客が払うサービス料と一致しないことが多い。
雑費
コンパニオンが使う店内の消耗品などの代金を店に払うこと。雑費が存在しない店は稀である。フリー扱いの客が多く付くと雑費が増える店もある。
付いた客数で雑費が決まる場合と、1回出勤分で雑費が決まる場合があり、1客分100円 - 1日最大30,000円以上まで様々ある。
税金
店がコンパニオンから徴収する雑費の一種のような位置付け。サラリーマンや自営業者の所得税や源泉徴収とは全く別物である。地域によっては組合や自治体に納める費用であったり、客の入浴料分の消費税をコンパニオンに負担させる店もあるが、そのような取り決めのない地域の店の場合は単なる店の収入源となっている場合も多くある。店によってはコンパニオンの手取りから雑費を引いた手取りから店で税金という名目で10%分をさらに徴収する店も存在し、コンパニオンがこれで所得税を納めていると勘違いしているケースも多く存在する。
ボーナス
ソープランドの男子従業員（ボーイ）は、盆暮れのボーナスや賞与の制度がなかったことから、コンパニオンがボーイ達をねぎらうために自主的にボーナスを与えていた習わしが、時代とともに自主的という名の強制となり、金額も店が主導で定められるように変化していった。コンパニオンの出勤日数や稼ぎの金額は関係なく一律であることが多い。
店主導の強制徴収となってしまった近年では雑費同様に店の収入源となるだけで、全額がボーイの手に渡ることはまれである。
大入り
店の売り上げが一定目標以上に達した場合、店の経営者から従業員に大入りが出る店もある。
確認電話
予約時に、指名かどうかにかかわらず、来店意思を確認するために店が指定した時間までに客に意思連絡をさせるシステムのこと。システムによっては数回必要になる場合もある。確認電話を決められた時間までにしなかった場合キャンセル扱いとされ、他に入浴を希望している客が優先される。
送迎車
駅から離れた場所にある店舗は、駅からの往復を無料サービスする送迎車を持っている場合がある。送迎車として高級外車や高級車を使う店が多く、店外でのサービス競争のひとつとなっている。送迎車待ち合わせ場所は、店への最短出口や最寄り駅でない場合もある。送迎車を使う際は予約時に店に希望する必要がある。近年は送迎車の縮小や廃止が目立つ他、系列店で共有するケースもある。
姫予約
店がコンパニオンの予約を開始する前に、コンパニオン自身があらかじめ客の予約を取り次いで店に予約を入れること。コンパニオン自身が客を選ぶことができる唯一の方法である。コンパニオンとの連絡先交換を禁止している店が近年では多くなってきているため、姫予約が出来る店は限られてきている。
出禁（できん）
出入り禁止のこと。客がソープ嬢や店に対して明らかに多大な迷惑をかけた場合には、入店禁止措置（店舗からの半永久的なパージ）が取られる場合がある。例えば結婚を迫ったりストーカー行為をした場合などである。店の禁止事項を守れない客、店にふさわしくない客、コンパニオンから接客するのが苦痛だとクレームが出た客も出入り禁止となる。店単位での出入り禁止と、コンパニオン単位の出入り禁止が存在するが、特に悪質と判断された客に対しては系列店や同地区に存在する他店舗にも出入り禁止とする措置が取られる場合もある。
アンケート
コンパニオンの接客内容に関して、男性従業員が客に満足度等をリサーチすること。アンケートの内容次第でコンパニオンが指導されるケースもある。アンケートはコンパニオンが希望すると閲覧が可能であるのが一般的である。恒常的な定期的なアンケートのほかに、その店での初出勤の場合や入店後日の浅いケースでは、店によるフォローの一環として男性従業員が客に聞き取り調査することもある。
振替
事前にコンパニオン指名予約をしているにもかかわらず、客を来店させてから店の勝手な都合で他のコンパニオンでの入浴を強引に勧められること。元々出勤していないコンパニオンで来店予約を受けたり、出勤中のコンパニオンの予約をダブルブッキングで受けたりするケースの他、店側が優遇しているコンパニオンに客を付けるために振替するケースもある。
外出
裏メニュー扱いで、本指名のトリプル（3枠分又は5時間以上が多い）以上でコンパニオンと外出を許可している店もある。基本的にコンパニオンが外出用の服装を準備する必要があるために事前予約が必要であり、決められた時間までに店に戻らなくてはいけない。コンパニオンが拒否した場合は外出ができない。外出しても店に戻ってきて店内で残り時間を過ごすことも可能である。店によっては外出前に行動範囲を制限したり、身分証明を求めるのが一般的である。
薬物検査
コンパニオンが麻薬や禁止薬物を店でも使用していたことが捜査で明らかになった店では、店にも強制捜査が入り、営業停止等の処分を科せられ、営業不可能となると経営に大きな痛手を与えることになるため、店が強制で薬物検査を実施する店もある。
衛生管理
ソープランドの求人などの項目でよく使われているが、何の衛生なのか明記されることもなく、諸事情から性的サービスを連想させる単語を明記できない理由もあり、『衛生管理万全で安心』と書いてあっても、性病検査結果提出義務のない店や、コンドームを使わない接客サービスが売りの店も多く存在し、ほぼ意味のない言葉となっている。
案内所・紹介所
風俗街の片隅で紹介業を営む店が存在し、ポン引きとは違って路上での営業はせず、店舗形式で営業している。地域によって呼称や営業形態がさまざまであり、いかにもという案内所から、喫茶店を装ったものまである。店が決まっていない客に店を紹介し、入浴が決まったらお店の送迎等で目的のお店に案内されるのが一般的である。案内所のメリットは、風俗街に不慣れでも予算と目的に合った店を紹介してもらい、数店から写真などで選ぶことも可能である。この時の写真はインターネット等の写真と異なり、写真フリーの写真同様に目線等が入っていない写真であることが多い。基本的に紹介した店からバックマージンを得て成り立っているので、客が紹介料を負担することはない。
ポン引き
路上での客引きの担当を指す言葉だが、ソープランドの場合は多くの地域で店の前の路上での客引きはもちろん、店の入り口に立つことも自治体条例で規制されていることが多く、ソープランド関係でのポン引きとは、路上で違法営業の風俗店へ客引きしている人を指すのが一般的である。違法営業故、深夜も営業していることが多い。男性とは限らず、女性も存在する。2004年（平成16年）7月には、吉原で割烹着を着た老婆が路上で客引きをし、売春防止法の斡旋容疑で逮捕されたケースも存在する。
本（単位）
客を数える単位は、人では無く『本（ぽん）』である。
カラ出勤
店側が実際には出勤していないソープ嬢を、出勤していると偽る行為。人気の高いソープ嬢が出勤しているように見せかける、あるいは実際よりも多くのソープ嬢が出勤しているように見せかけることで、客からの反響を増やすことを目的に行われることがある。

### 用具

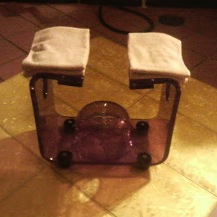
アクリルくぐり椅子（座面補強があるタイプ）

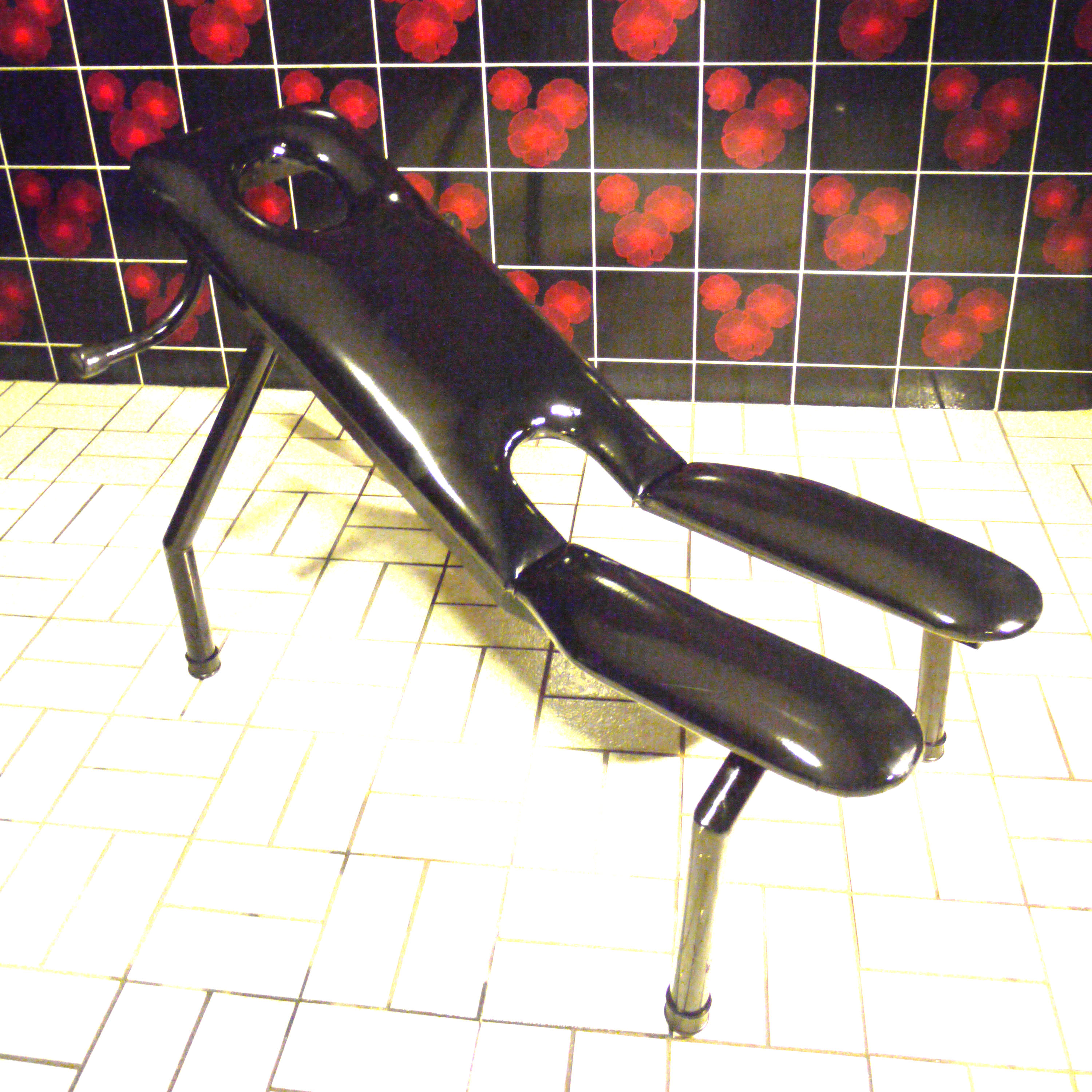
ゴールドチェア（黒）

スケベ椅子
ソープ嬢が客の体を洗う際、客が座る凹字型の椅子。座った時、男性の股間を洗いやすくするため、座る部分が縦に開口している。男性客をこの椅子に座らせ、ソープ嬢が椅子の縦開口に腕を通して男性客の股間を洗える。スケベ椅子を発明したのは、かつて大森海岸にて営業して閉店したソープランド「歌麿」の店長という説がある。また、子爵家の出で実業家西四辻公敬が開発したとの説もある。1977年（昭和52年）ごろから普及した。座高が高いため腰への負担がかかりにくいことや、股間を洗いやすいことなどから、腰痛・痔疾などに悩む人が個人的に購入することもある。
近年では「介護者が洗うのが楽」という理由から、介護用品としても利用されている。
くぐり椅子
スケベ椅子の座高をさらに高くしたもので、ソープ嬢が下に潜る形になる。スモーク色のアクリル板など薄く強度のある材質を折り曲げた形をしており、仰向けになったソープ嬢が寝そべって通過できる。男性客をこの椅子に座らせ、ソープ嬢が通過しながら男性客の股間を舌で舐め上げて洗える。通販で購入できる程度の値段のものや、ソープランドでの使用を主な目的として頑丈に作られた値段の張るタイプのものは、座面裏側が補強目的で二重になっている物がある。座面が補強されているタイプが一番値段が高く、値段は10万円程度し、このタイプの色は、茶色、透明、赤、紺、ガラス色などがある。また、同色・同アクリル素材の桶などの小道具も存在する。
スケベ椅子と同じく、身体的事情を抱えた個人用品や介護用品としての需要がある。
ゴールドチェア・ピンクチェア
スケベ椅子の発展形（言葉による形状の説明は困難が伴う）。岐阜の金津園をはじめ、広く使われているが詳細は店舗によってことなる。
両者は、色による差のみでなくその構造にも差が見られる。名称と色は多くは一致するが必ずしも一致しない場合がある。
ゴールドチェアは椅子状で、人の字状になっている。色はピンク、赤、黒、緑がある。客は最初はチェアに跨がるような状態で、顔を穴の部分にして上部両側にあるハンドルを持ってうつ伏せ状態から始まり、ソープ嬢から舐めや胸洗い、壷洗い、アナル舐め、椅子潜り、シックスナインなどを受け、うつ伏せでのサービスが終わると仰向けになる。仰向けうつ伏せ両面からサービスがあるので、難易度は後述のピンクチェアより高度である。また、ゴールドチェアの簡易版としてシルバーチェアも存在し、こちらの大きさは小さく、色は銀色である。ゴールドチェアとシルバーチェアは、金津園でのみサービスを行っている。ゴールドチェアの略称は「GC」。
ピンクチェアはゴールドチェアと比較すると形状が複雑であるが、仰向け状態のみのサービスであることから、サービス自体はそこまで複雑ではない。客はリクライニングした椅子のシート状の部分に仰向けに位置する。このシートには客が足を置くアームを供えており、アームには必ずタオルを巻いて使用する。客の位置するシートの下に入るようにソープ嬢が位置するシートが設けられている。このシートにソープ嬢が位置することにより、よりバリエーションのあるサービスを可能にする意図がある。ピンクチェアは金津園の他に沖縄にも設置店がある。色は金、赤、ピンク、黒などがある。ピンクチェアの略称は「PC」。
これらチェアの使用方法には各人の流儀があり、さまざまな使用上のテクニックが存在する。
浴槽
高級店では家庭用より長さ方向にかなり大き目の浴槽を用いる。ジェットバスなどが設置された店もある。浴槽には介護用の手すりが設けられているものが多く、客はこの手すりで自身の体を支えることにより、お湯の浮力を応用したサービスを受けられる。また、客の頭が当たる浴槽の縁に小さなエア枕を付けてくれるところが多い。
ベッド
自治体条例や保健所などによって制限されていない地域を除き、あからさまなベッドは置かず、マッサージ台やソファベッドのような台にタオルやマット類を敷いて即席ベッドに仕立てて使用する。
ローション
潤滑をよくするための液体で、業務用の濃縮されたものを使用時に希釈して用いる。家庭で個人的に用いるものに比して、大量に使用して、椅子やエアーマットなどでの独特のサービス(ローションプレイ)に活用している。湯冷めしないよう、熱めのお湯で希釈するなど配慮されている。かつては海藻由来の成分（アルギン酸など、海藻の粘り成分）を含んでいたため、海藻で作られているとの誤解も多いが、現在の製品は高分子ポリマー（たとえばポリアクリル酸ナトリウム）などの水溶性で乾燥しにくい合成材料からなっている。ピンク色のローションの方が肌が荒れにくい高級品とされ、高級店などではピンク色のローションを目にすることが多い。金津園などでは、パックに入った濃縮されていないローションを用いているケースもある。
ゼリー（潤滑ゼリー）
プレイ用のローションと混同される場合もあるが、プレイに使うローションとは異なり、希釈せずに粘膜を保護し、性交痛を軽減するために用いられる。プレイに使うローションは水道水で希釈するため時間経過により雑菌が繁殖することから、粘膜保護用には薄めないで使う専用品の潤滑ゼリーを用いるのが一般的である。製品としては、実際の医療現場で使われているグリセリン主体として製薬会社が製造したものから、高分子ポリマーを主成分とするものまでさまざまである。
コンドーム
市販のものを用いており、主に業務用144個（グロス）入りで安価で購入出来る製品を使用している。サイズはS - LLまで様々である。雰囲気を壊さないように各々必要なサイズと接客中に使われそうな数のコンドームを枕元やベッド周辺に、封を開けたものをタオルに挟んで事前に用意しておくのが一般的である。陰茎を膣に挿入する寸前に、なるべく客に悟られないように、口を使ったフェラチオで装着してくれる（これを「フェラかぶせ」と呼ぶ）ので、客はいつ装着したか分からないままサービスを楽しめる。また、客が射精して精液が溜まったコンドームも、なるべく客に悟られないよう体を離すときに上手に取り外し、こっそり捨ててくれる。
なお、ノースキン（NS、後述）の時は、なるべく膣から客の精液が漏れ出さないようにして体を離し、洗い場で膣から精液を洗い流している。
スチームバス（サウナ）
顔だけを出して入るスチームバス（サウナ）が置かれていることがある。通常使われることはないが、自治体の条例でサウナとしての営業を認められている都内などでは、営業時間中に常にスチーム機能が使える状態となっている。色は様々あり、材質はスケベ椅子と同じような素材で作られていることが多い。
遮蔽
部屋の内部を隠す用具のことを指す。東京都や埼玉県の場合は、個室の扉に室内が見えるようにガラス窓を付けることが義務付けられているが、普段はタオルで見えなくすることを遮蔽という。扉の窓の大きさや材質は、地方公共団体の条例で異なるが、神奈川県では扉自体がガラス扉であることが義務付けられているので、シーツのような大きい布で覆うケースがある。地域によってはプラスチック板で覆っている店も存在する。広島県では、個室そのものの存在が禁止なので、カーテンを用いて入浴中に他の客と顔を合わさないように配慮されている。
エアーマット
空気で膨らむビニール製の大型マットで、浴場の洗い場で使用する。一般的にアダルトグッズ店などで販売されている海外製のものとは異なり、業務用はより頑丈なビニール製で国内で製造されたものを使用している。色は一般的にシルバーが多いが、業務用ではシルバーの他に金と白も存在し、一般で手に入るアダルトグッズのエアーマットでは近年透明などのバリエーションもある。頭の部分を「枕」と呼ぶほか、足の方にも枕が付いたタイプがあり、足の枕を「足山」と呼ぶ場合もある。身体を乗せる筋状や山状になっている部分は「山」と呼ばれ、マットの種類や大きさを区別する上で山と枕の数で分別する。一番大きいとされているタイプでは両枕で山が9山あるタイプ（「9本マット」と呼ばれる）で、高級店ではほとんどこのサイズが用意されている。洗い場が狭い店などでは8山の少々小さい両枕タイプを使用したり、もっと狭い洗い場の店では頭枕のみのマットを使用している店もある。頭枕にタオルをかけて男性が横たわり、女性からローションを用いてのサービスが通常の使用方法である。
どのタイプのマットでも、使用後にシャワーで流すだけでは垢やローションがこびりついている場合があるので、丁寧に洗って拭き上げることを指導していない店では衛生面に注意することも必要である。

### サービス
嬢によって異なる事も多く、千葉かまくら御殿では提供可能サービスを明記している。
2回戦
2回目のプレイのこと。マットで一度性交した後、休憩しベッドで2度目の性交をする場合が多い。必ずしも2回全て射精することを指すわけではない。一度も射精に至らなくても、入浴休憩ないしはマットなどを挟み3回行為に臨んだ場合は3回戦となる。
2輪車
所謂3Pでソープ嬢2人と同時にプレイをすること。3人の場合は3輪車と呼ぶ。
逆2輪車
ソープ嬢1人が男性2人と同時にプレイすること。
ダブル
1コマの価格設定しかない店で客が2倍の2コマ分入ること。例えば、60分2万円の店に120分入ることで、料金も倍の4万円になる。3コマ分180分であれば6万円の「トリプル」となる。
泡踊り
マットの上にローションをまき、ソープ嬢が体をすりつけて客の全身を洗う行為（自分の陰毛や乳房などをタワシやスポンジのように用いる）。手で男性器を刺激しながら行うことが多い。阿波踊りの阿波と泡（アワ）をかけた言葉。発明者は「川崎城」という店の浜田嬢といわれている。
以前は本当に石けんを泡立てたものを用いていたため文字通り「泡踊り」とよばれていたが、石けんはソープ嬢の肌や陰部の粘膜を傷めるため、現在はローションが使われている。そのため泡が出ない（もしくは細かい）ことかわら、1980年代は「さざなみ踊り」とも呼ばれていた。現在は、一般的に「ボディ洗い」や「マットプレイ」と呼ぶ。使用されるローションは「ゼットローション」とも呼ばれるワセリンの一種で、無味・無臭・無色である。ただし、最近は肌を荒らしにくいボディシャンプーが販売されているため、ローションと混ぜて用いることもある。
広岡敬一はこのサービスとの初遭遇を、女体の持つ柔らかさが石鹸のすべすべ感で強調され、さらに肌を滑る乳首の感触がまた素晴らしく、すぐに射精に至ってしまったと述懐する。考案者である浜田がその技術を惜しみなく同僚に伝授したこともあり、泡踊りは関東のトルコ風呂を席巻した。
マットプレイ
ビニール製の空気マットの上に横たわった客にソープ嬢からローションで奉仕する、ソープランドならではのサービス。行為そのものにいろいろな名前がついており、行為一つ一つを技と呼ぶ。アダルトビデオのマットプレイとは異なり、終始一貫男性が受け身になるサービスであるため、うつ伏せでも仰向けでも客の手のポジションは枕に乗せておく体勢が基本ポジションで、基本的に手を出さないのがマナーである。客の好き勝手でソープ嬢の動きを止めたり、動線を邪魔するような行為をする客は、AVの見過ぎと敬遠される傾向もある。
マットプレイでは、主に身体を使って愛撫することを洗いと呼ぶ。ソープ嬢は、枕と山の間の隙間や山と山の間、足山と山の間の隙間に体重をかけて微妙なバランスを取って、客に体重をかけすぎないようにサービスを行う。胸で身体を愛撫する胸洗い、舐めて洗うことを舐め洗いといい、胸が豊かなソープ嬢は胸洗いを得意とする場合が多いが、マットプレイを得意とするソープ嬢でも舐め洗いと胸洗いのどちらかに重点が偏っていると、同じマットプレイでも違う体感になる。また、身体をあわせてお互いの体感を楽しむ行為を「滑る」ともいい、時間が60分程度のコースでは、時間の都合上「滑るだけ」というマットプレイを行う場合も多く、滑るだけでは舐め洗いはほとんど行わないことが多い。
マットの上でローションの滑り具合を利用してマッサージを行う場合や、ローションを落とす際に塩や泡などを用いることもあり、ローションを落としながらマッサージするサービスもある。ローションはシャワーだけで流すよりも、最後に浴槽に入ってタオルを用いて撫でて落とすことでほとんど落とし残しがない状態になる。きちんとフルサービスを行うと、洗い流すまでに最低40分程度、マットプレイを売りにしているソープ嬢の場合60分程度も要してしまうため、マットプレイの前には身体を浴槽で十分暖めてから行うことが望ましい。フルサービスの場合、通常はうつ伏せから入り、途中で仰向けになり、最後は女性上位でフィニッシュに導くパターンが一般的である。
マットがないソープランドも存在するが、ほとんどの高級店には大きい9山両枕タイプのマットが置いてある。保健所からマットの設置が禁止されているため、保健所の見回り期間はマットサービスの利用はできない。
逆マット（マットプレイ）
客が女性にマットで愛撫することを指す。アダルトビデオの影響を受けたソープファンの中には逆マット愛好家もいるが、逆マットの際にローションの感覚とマットの扱いに慣れていない客に主導権を握らせることは、ソープ嬢の洗えない髪の毛や目元の化粧までローションで汚されてしまう場合や転倒などの危険もあり、次の接客に迷惑がかかるケースが多く、通常一見の客相手には敬遠されあまり行われない。
椅子プレイ
椅子を使うサービスの総称。泡で洗うだけの行為も含まれる。
「すけべ椅子」プレイは凹型の形状の椅子を用いて股間の下部の隙間から愛撫する。金色のラメのタイプが多い。
「くぐり椅子」プレイはかつて高級店の一部のソープ嬢やベテランソープ嬢のサービスとされていたが、サービス競争の激化に伴い時間の長めな大衆店や格安店等でもそのサービスを必須としていたり、「くぐり椅子」プレイ可能なソープ嬢も増えている。
椅子の座面にはタオルを用いて、座る前に暖かいお湯をかけて寒くないようにするが、くぐり椅子で一枚のタオルを座面に使うソープ嬢は椅子くぐりは行わないことが多い。
生フェラ
多くのソープランドは生でフェラチオを行うが、格安店などになるとフェラでのスキンの着用はコンパニオンの裁量に任される場合が多い。
大衆店や高級店で生でのフェラチオが必須サービスになっている場合でも、真性包茎や重度の仮性包茎、性感染症の疑いがある場合は、コンパニオンの裁量でフェラでのスキンの着用サービスが許されている。
即即
即尺（入浴前にフェラチオを行う）・即ベッド、つまりシャワーや入浴前にプレイするサービスを指す。高級店ではほぼ必須のサービスではあるが、それ以下の価格帯の店でも即即を売りにしている場合もある。
即即が必須サービスであっても、悪臭・恥垢・排泄物などの残留で体の汚れが著しい場合や性感染症の疑いがある場合は、衛生上の理由で即即はしなくてもよいと指導されている。その場合、入浴までの間はスキン着用でのフェラサービスに切り替えたり、先に入浴させたり、疾患部分と接触するサービスを断るかはコンパニオン側に選択権がある。
潜望鏡
ソープ嬢と客が一緒に風呂に入り、客が腰を浮かせ、勃起した男性器が水面上に出たところをソープ嬢が口で愛撫する行為。男性器を潜望鏡にたとえている。
つぼ洗い
客に指を立てさせ、その指をソープ嬢の膣に差し入れて洗う行為。指だけでなく勃起した男性器をソープ嬢の膣に差し入れることもあるが、洗いが目的であるため、数秒で終わり本格的な性交には至らない。爪が伸びていたり鋭利な形状の場合はサービスが省略される場合もあったり、つぼ入れ中に客が勝手に指を曲げる行為も歓迎されない。
たわし洗い
客の腕や脚にソープ嬢がまたがって陰毛をこすり付けて洗う行為。陰毛を「たわし」にたとえている。「ブラシ洗い」とも。
椅子洗い
スケベ椅子やくぐり椅子などに座った客の身体をソープ嬢が身体全体を使って洗うこと。石鹸の泡で洗うだけの「ボディ洗い」と、ローションを使用した「椅子プレイ」、「くぐり椅子」などの椅子を使う行為全般の大意で利用される場合がある。
指入れ
つぼ洗いと同意だが、ソープ嬢の性器が損傷を受ける原因のほとんどが客の手による過度な刺激に原因があり、一見伸びていないような爪でもかなりのダメージを与えたり、ゼリーが指入れや激しい扱いによって乾いてしまい、特に入り口付近の摩耗が大きくなるので、入り口付近の粘膜が裂傷を起こす。接客が続くソープ嬢は、自身の体を守るために指入れをさせないソープ嬢がどの価格帯の店にも存在する。メインサービスはあくまでも本番であるため、激しい指入れや乾いた性器への無理な愛撫は嫌われる行為であり、次の接客に支障をきたしたり治癒までに日数を要するような損傷を与えた客は出入り禁止となる場合もある。
花時計
挿入したままソープ嬢が回転すること。通常は女性上位で行うが、椅子で挿入中に回転するアクロバティックなプレイも存在する。
NN
ノースキン中出し。生中出し。
NS
「ノースキン」の略で、サービス時にコンドームを使用しないこと。中出しとは限らない。かつては「ジュンナマ」とも呼ばれていた。ソープ嬢は避妊のため経口避妊薬を毎日服用する。かつてはコンドーム不使用が当然であった時代もあり、その時代にはコンドーム使用はソープ嬢に対する侮辱として扱われたこともある。現在は性感染症予防のため、コンドームを使用しているソープ嬢が多い。コンドームの使用は格安店か高級店かどうかにあまり関係がなく、店の方針やソープ嬢によるところが大きい。関東圏以外の地域の高級店はコンドーム使用率が低い傾向がある。なお、可能か不可能かは嬢によって異なるため、VIPやSPサービス、ナチュラルなどが明記されていたり、印が付いていたりする。近年は「natural soap」や「new style」とも表現される。
中出し（ND）
「ノースキン」で膣の中に射精すること。
S着
スキン着用。ゴムあり。川崎の堀之内は街全体でS着を義務付けており、完全S着なら堀之内。吉原の完全S着店は1桁くらい(p112,114)。
お清め（フェラ）、お掃除フェラ
客が射精した後、精液などの付着した性器をフェラチオによって舐め取る行為のこと。
コスプレ
イメージクラブ（イメクラ）のサービスの要素を取り入れたシステムで、お客がソープ嬢に好みの制服や服装を指定することが出来るサービス。通常一般的なお店に関してはコスプレイサービスは行っておらず主にお店側が指定されたソープ嬢のみになっている。サービスを受けるに当たってソープ嬢を指名する際にフロントに予約（入浴料支払い前）する必要がある。大半のコスプレ専門店以外のお店では無料で受けられる。
店によってはコスプレイを売りにしている専門の店もあり「コスプレソープ」、「イメージソープ」などといわれている。一般的なお店とは異なり店に在籍しているソープ嬢ならどの子でもコスプレイサービスを受けることが出来る。ベットでのプレイがメインのお店ではマットプレイを行わず（店によって異なる）ボディー洗い後や一回戦後に、ソープ嬢が制服や服装を着直した後に再プレイするのもある。料金にいたっては服装や制服によってオプション料として別料金が必要になる場合がある。また、一部の店では、追加オプションとしてローターやバイブなどを提供している場合があるが、別料金が必要になる。

### その他
色管(いろかん)、色恋管理
ボーイが、肉体関係で女の子を管理すること。女性側もフリー客回しで優遇されるメリットを考えて管理される(p36)。
趣味講習
男性スタッフが女の子とHをしながら教える。発射は厳禁で、江戸時代からある教え方(p36)。
板(いた)
女性の講習員と女の子達の前で、実験台になる男(p37)。
ウエトラ
ウェットトラストの略から来ている。膣に入れる使い捨てローション。仕事の多い嬢の必需品。嬢は、ウエトラかKYゼリーを使う。ウエトラは溶けてくるタイミングを考えて使う。愛液のようにも見える。嬢は、30本入りを買う(pp39-40)。
空予約
実際に行かない嘘の予約。空予約された嬢は売上ゼロになるため、1番の嫌がらせ(pp72-73)。
リンクラ
淋病とクラミジア。風俗嬢がかかりやすい性病(pp113)。
出稼ぎ
一般的には都会に稼ぎに行くことが多いが、風俗嬢は都会から地方に行くことが多い。地方は身バレが怖く地元の女の子が働きにくく、競合が少ない。また、条件によっては、日給の最低保証がつく(p132)。
カード屋
吉原のソープランドで、クレジットカードの決済サービスを提供している業者。アタッシュケースをもってやってくる(pp94-95)。
情報喫茶
吉原で、複数のソープランドの嬢を紹介している喫茶店。
義理風呂
吉原の慣習。系列店で暇をしている女の子に、女の子には伏せてボーイがサービス代だけ自腹で客として行くこと。時間は早めに切り上げるのが決まり。

## 事件・事故
- 1976年（昭和51年）1月10日 - 東京都港区新橋の貴悦ビルで火災が発生。中にあったソープランドで客1人が死亡、ソープ嬢ら12人が重軽傷[40]。
- 2003年（平成15年）8月20日 - 東京都台東区千束のソープランドで、32歳の女性従業員が客の男性に絞殺された。犯人は別のソープランドの男性従業員[41][42]。
- 2014年（平成26年）1月5日 - 兵庫県神戸市兵庫区西橘通のソープランドで爆発が発生した後に出火。従業員5人が重軽傷。
- 2017年（平成29年）12月17日 - 埼玉県さいたま市大宮区宮町のソープランドで火災（大宮風俗ビル火災）。5人死亡、7人重軽傷。NHKが犠牲者の実名を報道したことから、物議を醸した[43]。
- 2023年（令和5年）5月5日 - 東京都台東区千束のソープランドで、30代の女性従業員が客の男性にナイフで刺されて死亡した[44]。事件現場は上述した2003年8月の殺人事件と同一店舗とされる[42][45]。